# FN 303
FN 303 — самозарядное пневматическое оружие несмертельного действия, разработанное компанией Fabrique Nationale d’Herstal. Заряды FN 303 разрушаются при ударе, тем самым устраняя риск проникающего ранения.

## История
FN 303 — полицейское ружье несмертельного действия, которое работает за счет энергии сжатого воздуха. Разработано это пневматическое оружие силами конструкторов оружейной компании Fabrique Nationale d’Herstal. Конструкция FN 303 больше всего напоминает конструкцию пейнтбольных маркеров. Впервые ружье было применено в 2004 году во время беспорядков в Бостоне.
FN 303 разработан на основе концептуального проекта XM303 от «Monterey Bay Corporation».

## Описание

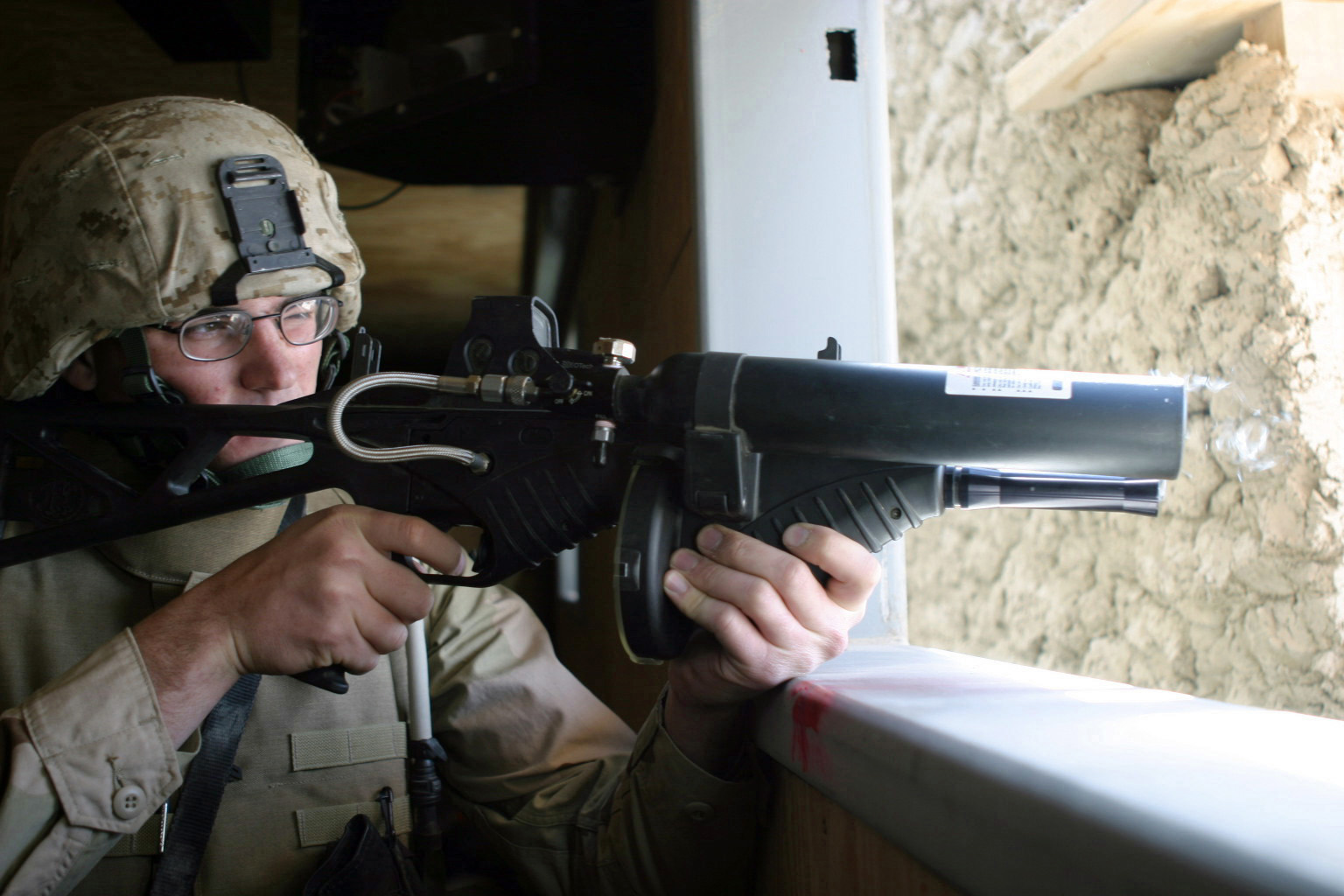
Морской пехотинец США с FN 303

FN 303 использует сжатый воздух, чтобы стрелять специальными пулями (зарядами) из барабанного магазина на 15 зарядов. Он разработан для выведения из строя цели ударом пули, не нанося проникающего ранения, обычно для борьбы с беспорядками, и в тех случаях, где не нужно оружие, которое может убить или смертельно ранить. FN 303 используется как обычное ручное оружие, с упором приклада в плечо и используя регулируемый прицел. Также он может устанавливаться как подствольный гранатомёт на различные автоматы при снятом прикладе (в данном случае он обозначается как M303). На ствольной коробке FN 303 находится планка Пикатинни для установки прицельных приспособлений и других аксессуаров.
FN 303 весьма точен на расстоянии в 25 метров. На расстоянии в 50 метров он имеет большой шанс попасть в ростовую фигуру. Максимальная дальность стрельбы FN 303—100 метров.
Пневматическое ружье FN 303 может использоваться как самостоятельное оружие или устанавливаться под стволом другого оружия, например винтовки M16A2. Подствольная модификация имеет индекс M303.

## Заряды
- Тренировочный/Ударный — нетоксичный заряд из этиленгликоля без добавок, используется для обучения стрельбе из FN 303 и для болевого воздействия при сдерживании кого-либо.
- Несмываемая краска (жёлтый) — полимерная краска на основе латекса для маркировки подозреваемых.
- Смываемая краска (розовый) — растворимый в воде флуоресцентный пигмент на основе этиленгликоля, схожий с наполнителем зарядов для пейнтбола, для недолговременной маркировки.
- Олеорезин капсикум (экстракт из самых жгучих сортов кайенского перца, оранжевый) — этиленгликолевая основа смешанная с 10 % слезоточивым и раздражающим веществом с силой в 2 млн ЕШС, используется для выведения из строя целей.

## Страны-эксплуатанты
- Бельгия:

- Директорат специальных подразделений федеральной полиции
- Льежское муниципальное полицейское управление
- Антверпенское муниципальное полицейское управление

- Болгария: c 2006 года[4] — сухопутные войска Болгарии и военная полиция[5]
- Грузия: используется полицией.[6].
- Ливия: 1500 шт. было заказано в 2008 году, доставка окончена в 2009[7].
- Люксембург: используется подразделением Unité Spéciale de la Police Полиции Великого Герцогства Люксембург[8][9].
- Сингапур: береговая охрана сингапурской полиции
- Турция: используется подразделением Çevik Kuvvet Генерального Директората по вопросам безопасности[10].
- США:

-  Армия США
-  Военно-морские силы США
-  Военно-воздушные силы США
-  Корпус морской пехоты США
-  Погранично-таможенная служба США
-  Аламидское окружное полицейское управление

- Финляндия: полиция
- Япония: отдел специальных расследований префектуры Айти